# Fantastická zvířata a kde je najít
Fantastická zvířata a kde je najít je původně fiktivní kniha zmiňovaná v sáze J. K. Rowlingové o Harrym Potterovi, později byla ale skutečně napsána J. K. Rowlingovou. Jejím fiktivním autorem je pan Mlok Scamander. Kniha pojednává o magiozoologii a představuje encyklopedii kouzelných zvířat, kterou používají mimo jiné studenti Školy čar a kouzel v Bradavicích jako učebnici.

## Obsah knihy

### O autorovi
Zkrácený životopis smyšleného autora – Pan Newton ("Mlok") Artemis Fido Scamander – od jeho narození v roce 1897 až do vydání této knihy.

### Předmluva
Předmluvu napsal profesor Albus Brumbál, který zde oceňuje práci pana Scamandera a vydavatelství Comic Relief.

### Úvod do magiozoologie
Oddíly:
- O této knize
- Co je to zvíře?
- Stručná historie mudlovských znalostí fantastických zvířat
- Kouzelná zvířata v úkrytu
- Proč je magiozoologie důležitá

### Klasifikace ministerstva kouzel
Zde je uvedena jednoduchá pětistupňová kategorizace kouzelných tvorů (XXXXX až X) sloužící k získání rychlé informace o předpokládané nebezpečnosti daného tvora, kterou vypracoval odbor pro dohled nad kouzelnými tvory ministerstva kouzel.

### Fantastická zvířata od A do Z
V této části knihy jsou uvedena zvířata od akromantule (gigantický pavouk) přes jednorožce až po zmíráčka, ptáčka, který vydá ve svém životě jediný zvuk a to v okamžiku své smrti. Zvířata, se kterými J. K. Rowlingová přichází až po vydání této knihy (2001), tu samozřejmě zmíněna nejsou (např.čchi-lin). 

## Citace zadní obálky
Alespoň jeden výtisk knihy Fantastická zvířata a kde je najít vlastní téměř každá kouzelnická domácnost v celé zemi. Nyní, po omezenou dobu, mají i mudlové příležitost zjistit, kde žije pětinoh, čím se živí kluběnka a proč není dobrý nápad nechávat za dveřmi mléko pro bodloše.
Výtěžek z prodeje této knihy je věnován nadaci Comic Relief, což znamená, že srpce a svrčky, které za ni zaplatíte, dokážou kouzla, jakých není schopen žádný čaroděj. Máte-li pocit, že to není dostatečně dobrý důvod k tomu, abyste se rozloučili se svými penězi, mohu jen doufat, že až kolem vás půjde nějaký kouzelník v okamžiku, kdy na vás zaútočí mantichora, bude ochotnější než vy.
Albus Brumbál

## Vydání
Kniha byla vydána nakladatelstvím Bloomsbury Publishing, Londýn, 2001.
Český překlad Pavla Medka vydalo v roce 2002 nakladatelství Albatros. 25.09.2013 vydalo nakladatelství Albatros 2. vydání této knihy.

## Příspěvek
9 Kč z prodeje každé knihy obdrží nadace Comic Relief. Ta věnuje peníze, které obdrží z prodeje této knihy, na projekty určené na pomoc některým z nejnuznějších a nejzranitelnějších lidí v nejchudších zemích světa.

## Film
10. listopadu 2016 měl v New York City premiéru stejnojmenný film, k němuž napsala scénář J. K. Rowlingová. Děj filmu se má odehrávat přibližně sedmdesát let před Harrym Potterem.